# 재외한인
재외 동포(영어: Oversea diaspora) 또는 한국계 동포(영어: Korean diaspora)는 외국에서 정착하여 살고 있거나, 체류하고 있는 한국인 또는 한민족계 자계를 뜻한다. 재외 동포'와 관련된 자료로서, 대한민국 외교부에 따르면 재외동포의 규모는 초기 한반도에서 이주한 인구의 감소와 최근 증가한 이주민을 합하여 대략 700만명 정도로 추산되며 거의 80%가 중화인민공화국, 미국, 일본 3개 나라에서 거주하고 있다. 중화인민공화국에 2.5백만 미국에 2.1백만 일본에 9십만의 동포들이 거주중이다. 재외 동포가 전체 인구의 0.1% 이상인 나라는 미국, 일본, 캐나다, 카자흐스탄, 오스트레일리아, 뉴질랜드, 중화인민공화국, 우즈베키스탄이다.
법적으로는 재외동포는 대한민국의 국민으로서 외국의 영주권을 취득한 자 또는 영주할 목적으로 외국에 거주하고 있는 자와 대한민국의 국적을 보유하였던 자 또는 그 직계비속으로서 외국국적을 취득한 자 중 대통령령으로 정하는 자를 말한다.
재외한국인(在外韓國人)이란 표현은 재외동포와 거의 같은 뜻이나, 좁게는 대한민국 국적 보유자만을 지칭하기도 한다. 한국인 디아스포라는 한국 외의 국가에 거주하는 재외 동포 또는 그들의 공동체를 뜻한다.

## 역사

### 중국
재중동포의 유래는 청 이전부터도 있었으나 급속적으로 늘어났던 때는 일제강점기 때 일제의 탄압을 피해 독립운동을 위하여 중국 간도지역과 그 밖의 지역으로 이주함으로써 한민족이 급격히 늘었다 알려진다. 1930년 12월 간도지역에 살고 있는 한민족의 총 수는 간도 전체인구의 76%에 달했다고 한다. 1949년에 중화인민공화국 정부는 한민족의 집단 거주지역인 연변에 조선족자치주를 설치하였다. 중화인민공화국 국적자인 이들 조선족의 규모는 대략 250만에 달하는 것으로 추정된다.
그외에 재중 한국인은 1992년 한중수교이후 사업,유학,결혼 등의 이유로 중국에 거주하고 있는 대한민국 국적자들을 총칭하는 말이다. 베이징 왕징지역에 다수가 거주하고 있으며 그외에 상하이,광저우,칭다오 등에도 코리아타운을 형성해서 살고 있다.

### 미국
미국의 경우, 20세기 초에 하와이의 사탕수수 농장의 일꾼, 샌프란시스코의 건설 노동자로서 이주하면서 하와이와 샌프란시스코에 한민족 공동체가 생겨났다. 특히 1960년대 이후 결혼, 입양, 유학, 이민 등의 이유로  미국에 다수의 대한민국 국적자가 유입되었다. L.A를 포함한 주요 대도시에 코리아타운이 형성되었는데, 미국 시민권자, 영주권자, 상사 주재원 및 유학생 등이 뒤섞여 있다. 

### 일본
일제강점기 때 주로 일자리를 찾아서 일본 본토로 넘어간 한민족들이 다수였다. 2차 세계대전에서 일본제국이 패전하고 모든 식민지를 포기하면서, 일본 본토에 살고 있던 한민족은 일본 국적을 상실하였다. 이후 약 140만 명의 한민족이 귀국했으나, 여러 가지 사정에 의해서 일부는 일본에 남게 되었다. 여기에서 한국전쟁 당시 극소수 한국인들이 일본으로 밀입국했다. 1955년 일본 정부는 당시 일본에 살고 있는 한민족계 이주자들에 대해서 특별영주권을 부여하기로 결정하면서 이들의 법적 지위가 확립되었다. 그러나 이들의 후손에 대해선 명확한 규정이 없었고, 여러 가지 차별이 만연했기 때문에 재일 동포는 일본 사회와 계속되는 불화를 겪었다. 그나마 1991년 1월 10일 〈재일한국인 법적 지위 향상 및 처우개선에 대한 합의사항〉에서 재일 동포 3세의 영주권 허가, 지문날인 제도 철폐, 국·공립학교 교원 임용기회 획득, 지방자치단체 공무원 임용기회 확대 등에 합의를 보게 되었다.
또한 한반도가 남북으로 분단되고 전쟁까지 겪게 되자, 재일동포들도 조선(북한) 국적을 택한 이들은 조총련, 대한민국 국적을 선택한 이들은 민단으로 갈라서서 첨예한 갈등을 겪게 된다. 이들은 일본에서 남북을 대리한 체제경쟁을 벌였는데, 초기에는 조선적을 택한 이들이 압도적으로 많았으나, 남이 북을 경제력으로 압도하는 상황이 되자 그 비율이 역전되게 된다. 한편 남과 북 모두를 거부하고 무국적으로 남은 이들도 극소수 존재한다.

### 러시아와 중앙아시아
구 소련 시대부터 연해주와 중앙아시아게 거주하는 한민족을 고려인이라고 불렀다. 
19세기부터 조선의 농민들은 연해주로 이주하여 마을과 농장을 세웠다. 이후에도 독립 운동 등을 이유로 연해주로 다수 이주하였다. 1937년에서 1939년 사이, 스탈린은 소비에트 연방내의 172,000명의 고려인들을 카자흐스탄과 우즈베키스탄으로 강제 이주시켰다. 일본의 첩자가 될 수 있다는 이유 때문이다. 그들이 이주한 지방은 대개 척박하여 생활에 곤란을 겪었다.
이들은 당연히 소련 국적이었으며, 1991년 소련 붕괴 이후에는 거주 지역에 따라서 우즈베키스탄, 카자흐스탄, 러시아 등의 국적을 자동 취득하였다. 현재는 우즈베키스탄에 가장 많은 10여만명이 거주하고 있으나, 오랜 세월이 흘러 3세, 4세까지 내려오면서 독자적인 정체성이 많이 희석된 상태이다.

### 동남아시아
대한민국 출신들이 베트남과 필리핀을 중심으로 상당수가 거주하고 있으며, 지속적으로 증가 추세에 있다. 최근에는 인도네시아에도 한국인들이 많이 살고 있다.

## 통계
2016년 12월 31일을 기준으로 대한민국 외교부가 "영주권자"와 더불어 "유학생"과 "일정기간(90일)이상의 거주자"와 "시민권자"를 모두 합산한 기준으로 집계한 재외 동포의 국가별 자료와 기타 통계 자료는 아래와 같다. 각 재외공관에서 작성된 재외동포현황과 각국 인구 관련 통계자료, 한인회 등의 동포단체 조사자료, 공관민원 처리기록, 직접 조사 등을 근거로 삼았다.
참고로 이 통계는 2년마다 한번씩 이루어지며, 2019년 하반기에 업데이트될 예정이다.

### 자격별
| 자격별 재외동포       | 자격별 재외동포 | 자격별 재외동포 |
| --------------------- | --------------- | --------------- |
| 영주권자              | 1,031,782       | 13.77%          |
| 일반체류자(90일 이상) | 1,362,175       | 18.18%          |
| 유학생                | 293,157         | 3.91%           |
| 재외한인 총합         | 2,687,114       | 35.86%          |
| 시민권자              | 4,806,473       | 64.14%          |
| 총계                  | 7,493,587       | 100%            |

### 국가별
다음 통계는 재외동포 인구순 국가 목록이다. 현재 전세계 194개국에 재외동포 인구가 등록되어 있다.
일본 재외동포 통계의 경우 일본 법무성에서 귀화 허가자로 인정하고 있는 '귀화자'의 인구를 포함한 것으로, 조선적 역시 포함되어 있다. 아래 표에서는 귀화자 인구까지 포함하였으며, 귀화자를 제외한 대한민국 재외공관 집계 기준으로는 453,096명에 달한다.
| 대륙        | 국가              | 외교부 통계 (2023) | 재외동포 비율 |
| ----------- | ----------------- | ------------------ | ------------- |
| 아메리카    | 미국              | 2,615,419          | 36.94%        |
| 아시아      | 중화인민공화국    | 2,109,727          | 29.78%        |
| 아시아      | 일본              | 802,118            | 11.33%        |
| 아메리카    | 캐나다            | 247,362            | 3.49%         |
| 아시아      | 베트남            | 178,122            | 2.52%         |
| 아시아      | 우즈베키스탄      | 174,490            | 2.46%         |
| 오세아니아  | 오스트레일리아    | 159,771            | 2.26%         |
| 유럽/아시아 | 러시아            | 124,811            | 1.76%         |
| 아시아      | 카자흐스탄        | 121,130            | 1.71%         |
| 유럽        | 독일              | 49,083             | 0.69%         |
| 아메리카    | 브라질            | 47,544             | 0.67%         |
| 유럽        | 영국              | 39,097             | 0.55%         |
| 아시아      | 필리핀            | 34,148             | 0.48%         |
| 오세아니아  | 뉴질랜드          | 31,810             | 0.45%         |
| 유럽        | 프랑스            | 27,055             | 0.38%         |
| 아시아      | 인도네시아        | 25,153             | 0.36%         |
| 남아메리카  | 아르헨티나        | 23,089             | 0.33%         |
| 아시아      | 싱가포르          | 21,203             | 0.30%         |
| 아시아      | 태국              | 20,353             | 0.29%         |
| 유럽        | 키르기스스탄      | 20,229             | 0.29%         |
| 아시아      | 홍콩              | 13,288             | 0.19%         |
| 중아메리카  | 멕시코            | 13,158             | 0.19%         |
| 아시아      | 말레이시아        | 13,152             | 0.19%         |
| 유럽        | 스웨덴            | 12,986             | 0.18%         |
| 남아메리카  | 과테말라          | 12,918             | 0.18%         |
| 유럽        | 우크라이나        | 12,765             | 0.18%         |
| 아시아      | 인도              | 11,360             | 0.16%         |
| 유럽        | 네덜란드          | 9,398              | 0.13%         |
| 중동        | 아랍에미리트      | 9,227              | 0.13%         |
| 유럽        | 덴마크            | 8,844              | 0.12%         |
| 아시아      | 캄보디아          | 7,800              | 0.11%         |
| 유럽        | 노르웨이          | 6,670              | 0.09%         |
| 남아메리카  | 파라과이          | 5,205              | 0.07%         |
| 중동        | 사우디아라비아    | 5,189              | 0.07%         |
| 아시아      | 중화민국          | 5,132              | 0.07%         |
| 태평양      | 괌                | 5,016              | 0.07%         |
| 유럽        | 이탈리아          | 5,000              | 0.07%         |
| 유럽        | 벨기에            | 5,000              | 0.07%         |
| 유럽        | 스페인            | 4,080              | 0.05%         |
| 유럽        | 스위스            | 4,000              | 0.05%         |
| 유럽        | 브루나이          | 3,771              | 0.05%         |
| 유럽        | 폴란드            | 3,361              | 0.04%         |
| 아프리카    | 남아프리카 공화국 | 3,300              | 0.04%         |
| 중동        | 카타르            | 3,000              | 0.04%         |
| 유럽        | 오스트리아        | 3,000              | 0.04%         |
| 유럽        | 체코              | 3,000              | 0.04%         |
| 남아메리카  | 칠레              | 3,000              | 0.04%         |
| 태평양      | 북마리아나 제도   | 2,281              | 0.03%         |
| 유럽        | 헝가리            | 2,000              | 0.02%         |
| 전체        | 전체              | 7,081,510          | 100%          |

## 같이 보기
- 한국문화원
- 한국학교
- 북아메리카(북미)
  - 한국계 미국인
  - 재미 동포
  - 한국계 캐나다인
- 동북아시아
  - 재중 동포
  - 재중 한국인
  - 재대만 동포
  - 재일 동포
  - 한국계 일본인
- 러시아 및 독립국가연합(CIS)
  - 고려인
  - 사할린 한인
- 동남아시아
  - 재베트남 동포 - 동남아 국가중 가장 많은 재외 동포
  - 재필리핀 동포 - 동남아 국가중 두 번째로 많은 재외 동포
  - 재인도네시아 동포 - 동남아 국가중 세 번째로 많은 재외 동포
- 오세아니아
  - 한국계 오스트레일리아인
  - 한국계 뉴질랜드인
- 유럽
  - 재영 동포
  - 재독 동포
  - 재오 동포
  - 재스페인 동포
- 코리아타운
- 이민